# Thionville Open 2025
Il Thionville Open 2025 è stato un torneo maschile di tennis professionistico. È stata la 1ª edizione del torneo, facente parte della categoria Challenger 75 nell'ambito dell'ATP Challenger Tour 2025, con un montepremi di 91 000 €. Si è giocato dal 3 al 9 marzo 2025 sui campi in cemento indoor di Thionville, in Francia.

## Partecipanti

### Teste di serie
| Nazionalità | Giocatore        | Ranking* | Testa di serie |
| ----------- | ---------------- | -------- | -------------- |
| Croazia     | Borna Ćorić      | 143      | 1              |
| Belgio      | Alexander Blockx | 153      | 2              |
| Francia     | Luca Van Assche  | 154      | 3              |
| Canada      | Liam Draxl       | 175      | 4              |
| Giappone    | Yuta Shimizu     | 180      | 5              |
| Francia     | Titouan Droguet  | 190      | 6              |
|             | Alibek Kačmazov  | 192      | 7              |
| Regno Unito | Jan Choinski     | 195      | 8              |

* Ranking al 24 febbraio 2025.

### Altri partecipanti
I seguenti giocatori hanno ricevuto una wild card per il tabellone principale:
- Dan Added
- Felix Balshaw
- Tom Paris

I seguenti giocatori sono entrati in tabellone come alternate:
- Max Hans Rehberg
- Denis Yevseyev

I seguenti giocatori sono passati dalle qualificazioni:
- Henri Squire
- Matisse Bobichon
- Vitaliy Sachko
- Philip Henning
- Florian Broska
- Jakub Paul

## Punti e montepremi
| Torneo    | Torneo              | V     | F     | SF    | QF    | 2T    | 1T  | Q | Q2  | Q1  |
| Singolare | Punti               | 75    | 44    | 22    | 12    | 6     | 0   | 4 | 2   | 0   |
| Singolare | Premi in denaro (€) | 9,880 | 5,820 | 3,450 | 2,000 | 1,165 | 720 | – | 360 | 185 |
| Doppio    | Punti               | 75    | 44    | 22    | 12    | –     | 0   | – | –   | –   |
| Doppio    | Premi in denaro (€) | 4,250 | 2,450 | 1,480 | 880   | –     | 500 | – | –   | –   |

## Campioni

### Singolare
Borna Ćorić ha sconfitto in finale  Arthur Bouquier con il punteggio di 6–4, 6–4.

### Doppio
Jakub Paul /  David Pel hanno sconfitto in finale  Matteo Martineau /  Luca Sanchez con il punteggio di 6–1, 6–4.